# Mostar Sevdah Reunion

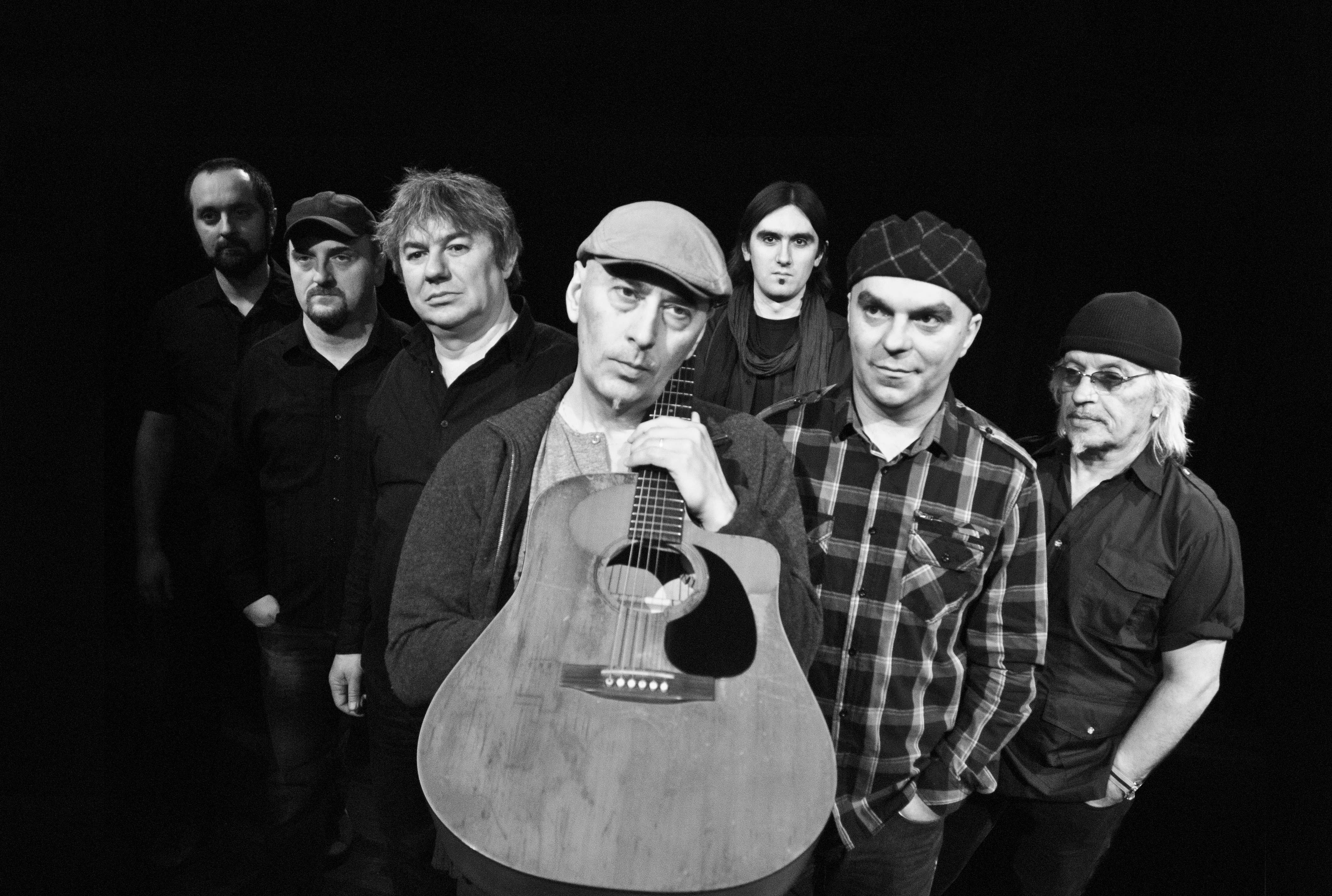
Mostar Sevdah Reunion

Mostar Sevdah Reunion — музыкальный ансамбль из города Мостар в Боснии и Герцеговине. Исполняет «севдалинки» (старинные боснийские народные романсы) в блюзовых аранжировках и цыганскую музыку.
Часто работают в сотрудничестве с другими музыкантами: два альбома было записано с Шабаном Байрамовичем (1936–2008), и три альбома с Лилианой Баттлер (1944-2010), которая периодически принимала участие в совместных гастролях.
Группу основал её теперешний продюсер Драги Шестич в 1998 году в Мостаре. В состав вошли опытные музыканты, связанные давней личной дружбой. Летом 1999 г. был записан и выпущен в продажу первый альбом, после чего группа быстро приобрела известность, начала выступать с гастролями, принимать участие в музыкальных фестивалях и конкурсах.

## Дискография

### Сольные альбомы
1. Mostar Sevdah Reunion: "Mostar Sevdah Reunion" (1999.),
2. Mostar Sevdah Reunion: "A Secret Gate" (Snail Records 2003.),
3. Mostar Sevdah Reunion: "Cafe Sevdah" (2007.),
4. Mostar Sevdah Reunion: "Tales From A Forgotten City" (Snail Records 2013.),
5. Mostar Sevdah Reunion: "Kings Of Sevdah" (Snail Records 2016.),
6. Mostar Sevdah Reunion: "Lady Sings The Balkan Blues" (Snail Records 2022.),

### Совместные альбомы
1. Mostar Sevdah Reunion presents Šaban Bajramović: "A Gypsy legend" (2001.),
2. Mostar Sevdah Reunion and Ljiljana Buttler: "The Mother of Gypsy Soul" (Snail Records 2002.),
3. Mostar Sevdah Reunion and Amira "Rosa" (Snail Records 2004.),
4. Mostar Sevdah Reunion and Ljiljana Buttler: "The legends of life" (Snail Records 2005.),
5. Mostar Sevdah Reunion and Šaban Bajramović: "Šaban" (Snail Records 2006.),
6. Mostar Sevdah Reunion and Ljiljana Buttler "Frozen Roses" (Snail Records 2009.),.
7. Mostar Sevdah Reunion presents Sreta  "The Balkan Autumn" (Snail Records 2018.),.

## Состав коллектива
- Мишо Петрович (гитара)
- Санди Дуракович (гитара)
- Нepтин Aлукич (вокал, гитара)
- Иван Радойа (скрипка)
- Сенад Трновац (ударные)
- Марко Йаковлевич (бас)

## Награды
- «Davorin» Bosnian Music Awards: Особая премия (2002)
- «Davorin» Bosnian Music Awards: Лучший этно-альбом (2003): «The Mother of Gypsy Soul»
- «Davorin» Bosnian Music Awards: Лучший альбом (2004): «A Secret Gate»

## Фильмография
- Mostar Sevdah Reunion (2000) — режиссёр Пьер Жалица
- The Bridge Of Bosnian Blues (2005) — режиссёр Мира Эрдевички, производство Би-би-си